# David Breda
David Breda (* 22. listopadu 1971) je bývalý český fotbalový záložník. Mimo ČR působil na klubové úrovni v Německu.
Jeho syn David je také fotbalovým záložníkem.

## Klubová kariéra
V mládežnických kategoriích hrál za Hradec Králové, kde začínal i profesionální kariéru.V roce 1994 přestoupil do FK Jablonec, v roce 1997 odešel do FC Slovan Liberec. Se Slovanem si zahrál v Poháru UEFA.
Po působení v nižší německé soutěži v týmu Fortuna Düsseldorf se vrátil do mateřského týmu FC Hradec Králové.
Po skončení ligové kariéry hrál divizi za SK Převýšov.